# Zozocolco
Zozocolco là một đô thị thuộc bang Veracruz, México. Năm 2005, dân số của đô thị này là 12455 người.